# Sorley MacLean
Sorley MacLean, ve skotské gaelštině Somhairle MacGill-Eain (26. října 1911 v Osgaig na ostrově Raasay – 24. listopadu 1996 v Inverness), byl jedním z nejvýznamnějších skotských gaelských básníků dvacátého století. Mezi tématy jeho poezie se objevuje láska, trápení, místní příroda – především pohoří Cuillin, ale i témata společenská a politická, jako španělská občanská válka, komunismus a nacionalismus.

## Život
Sorley MacLean se narodil 26. října 1911 ve vesnici Osgaig na ostrově Raasay. Jeho mateřským jazykem nebyla angličtina, ale skotská gaelština, anglicky se však brzy naučil. Rodina jeho otce Malcolma byla původem z ostrova Severní Uist, matka Christina pocházela z ostrova Skye. V obou větvích MacLeanovy rodiny bylo mnoho básníků a učenců. Kromě Sorleyho měli MacLeanovi ještě čtyři další syny a dvě dcery. Výrazný vliv měla na Sorleyho jeho babička Mary Matheson, která znala velké množství tradičních gaelských písní.

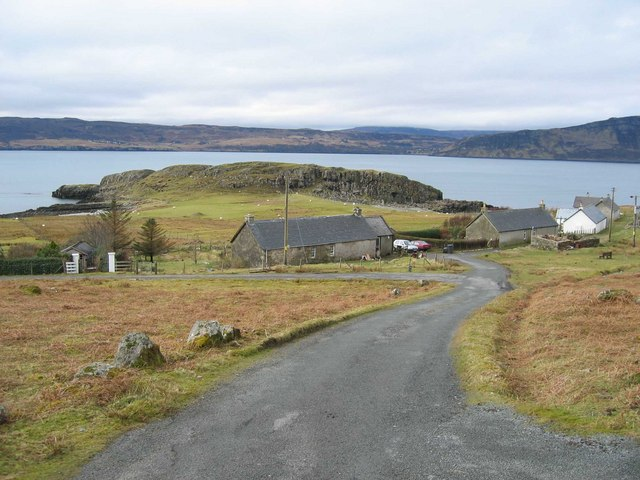
Vesnice Osgaig na ostrově Raasay

Sorley navštěvoval základní školu v Raasay a následně pokračoval ve studiu na střední škole v Portree. Během let na střední škole si oblíbil dílo Williama Shakespeara, Vergilia, Horatia a francouzskou poezii, největší vliv na něj ale vždy měla tradiční (a často anonymní) poezie ve skotské gaelštině. Krom poezie se MacLean už od školních let nadšeně věnoval tradiční sportovní hře shinty.
R. 1929 nastoupil MacLean na univerzitu v Edinburghu a vystudoval anglickou literaturu. Z anglicky píšících básníků ho ovlivnil John Donne, T. S. Eliot a Ezra Pound. V této době psal poezii jak v angličtině, tak v gaelštině, ale brzy zjistil, že jeho tvorba v gaelštině je přirozenější a kvalitnější.
V době univerzitních studií se i dále formují a vyostřují MacLeanovy politické názory – MacLean silně prožíval dědictví odsunů gaelského obyvatelstva (Highland Clearances) a zásadně nesouhlasil s Fašismem, který se ve 30. letech šířil Evropou.
Po úspěšném absolvování anglistiky strávil MacLean jeden rok na učitelském institutu Moray House v Edinburghu a seznámil se s básníkem Hughem MacDiarmidem. MacLean pro něj překládal gaelské básníky do angličtiny, protože MacDiarmid sám gaelsky neuměl. Jejich intenzivní přátelství trvalo až do MacDiarmidovy smrti.
R. 1934 se MacLean vrací, po úspěšně dokončených studiích, zpět na Skye a začíná vyučovat angličtinu na střední škole v Portree. V této době na něj silně působí matčina nemoc, postupný úpadek gaelštiny na ostrovech i počátek Španělské občanské války r. 1936 a vnitřní napětí způsobené těmito událostmi se projevuje i v jeho básnické tvorbě. Ačkoliv si MacLean přál odjet do Španělska a připojit se k dobrovolníkům bojujícím proti fašistickým silám generála Franca, rodinné okolnosti mu v tom zabránily.
Od ledna do prosince 1938 učil MacLean na ostrově Mull a prostředí ostrova a ozvěny místní pohnuté historie (odsuny obyvatelstva) se podepsaly na jeho poezii – v tomto období píše mnoho básní a udržuje aktivní korespondenci s MacDiarmidem. Roku 1939 odchází učit do Edinburghu, kde mu také r. 1940 vychází, ve spolupráci s Robertem Gariochem, první sbírka básní – Seventeen Poems for Sixpence ("Sedmnáct básní za šest pencí"). První samostatná sbírka, Dàin do Eimhir agus Dàin Eile, vyšla r. 1943. Většina básní zahrnutých v této sbírce byla napsána v letech 1939 až 1941 a projevuje se v nich jak MacLeanovo rozhořčení nad vítězstvím fašismu, tak i intenzivní milostné zkušenosti, které autor v této době prožíval.
R. 1940 narukoval MacLean k radistům a období od prosince 1941 do března 1943 strávil v aktivní službě u Královského jízdního dělostřelectva v Egyptě.

## Vliv
Sorley MacLean svou tvorbou významně ovlivnil jak celou skotskou gaelskou poezii, tak jednotlivé básníky, například Iaina Crichtona Smithe, Donalda MacAulayho a Dericka Thomsona.

## Dílo
MacLeanovo dílo bylo formováno dětstvím prožitým na Raasay a tradiční gaelskou kulturou. Ovlivnily jej i dějiny skotské Vysočiny a Hebrid, zejména pak traumatické události, které postihly gaelské oblasti Skotska – jakobitská povstání v letech 1715 a 1745, rozsáhlá emigrace do Ameriky, násilné odsuny obyvatelstva (Highland Clearances). Dalším výrazným impulsem byla výchova v duchu Svobodné presbyteriánské církve a kalvinistického učení, ačkoliv MacLean sám poměrně brzy náboženskou víru opustil pod vlivem socialistických myšlenek. MacLean také po celý život obdivoval tvorbu slavné básnířky Màiri Macpherson (Màiri Mhòr nan Oran), která v 19. století skládala básně a písně podporující emancipaci gaelsky mluvícího obyvatelstva.
- Dàin do Eimhir agus Dàin Eile (1943) – první samostatná básnická sbírka
- Reothairt is Contraigh (1977) – vybrané básně
- Ris a´Bhruthaich (1985) – sebraná prozaická tvorba
- O Choille gu Bearradh (1989) – sebrané básně

## Odborná literatura dostupná online v režimu open access
- Nicolson, Angus (1979) "An Interview with Sorley MacLean," Studies in Scottish Literature: Vol. 14: Iss. 1. Dostupné v režimu open acess.
- Poncarová, Petra Johana (2017) "Sorley MacLean's Other Clearance Poems," Studies in Scottish Literature: Vol. 43: Iss. 1, 124–134. Dostupné v režimu open acess.
- Whyte, Christopher (2007) "Sorley MacLean's "An Cuilithionn": A Critical Assessment," Studies in Scottish Literature: Vol. 35: Iss. 1, 508–525. Dostupné v režimu open acess.